# بودة (دهقان)
بودة هي قرية في مقاطعة دهقان، إيران. عدد سكان هذه القرية هو 2,183 في سنة 2006.

## أعلام
- حسين دهقان